# Pistolet LeuP 42

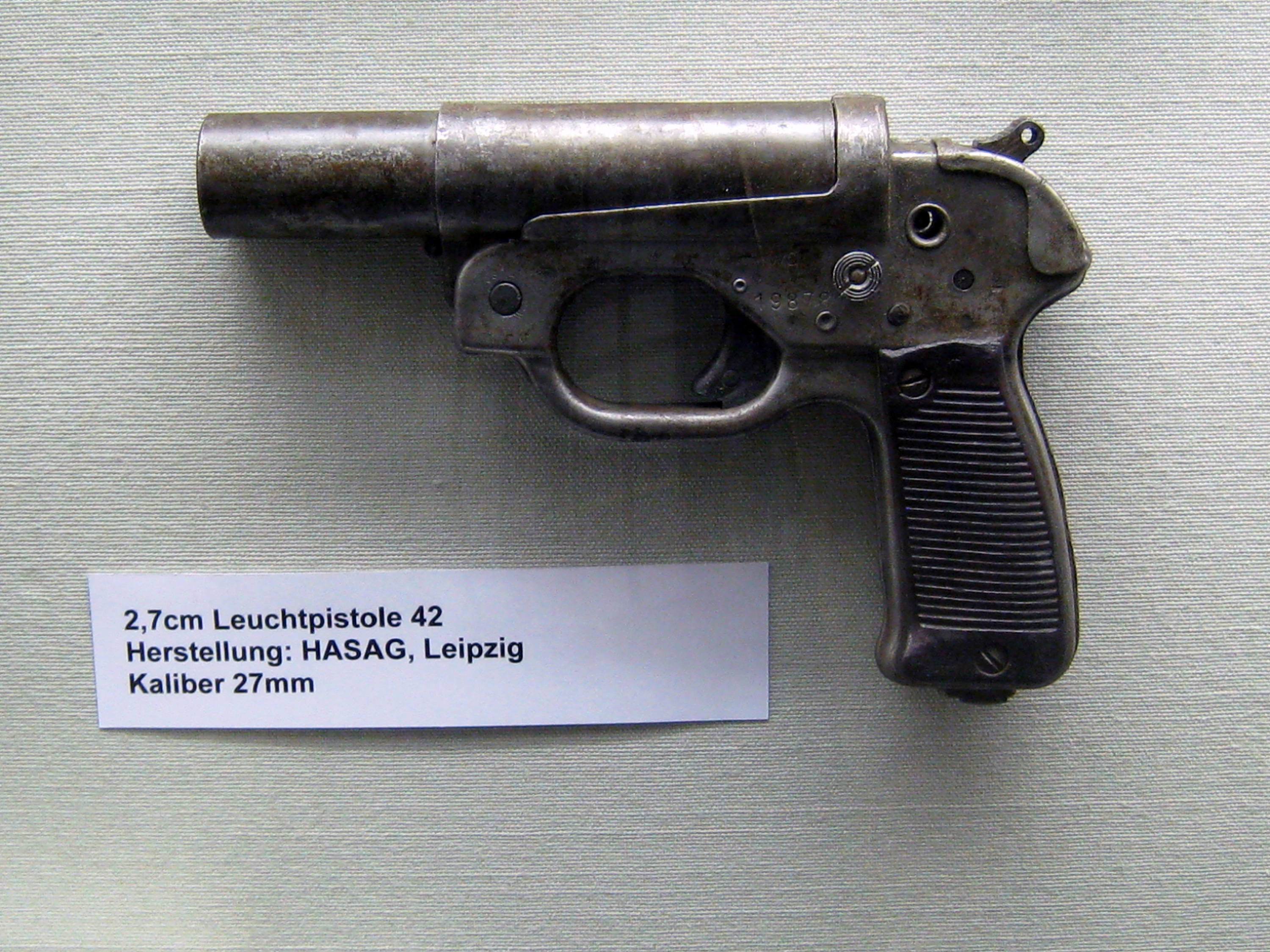
Leuchtpistole 42

Leuchtpistole 42 (skrót LeuP 42) – niemiecki pistolet sygnałowy kalibru 27 milimetrów skonstruowany w zakładach Walthera. W czasie II wojny światowej przepisowy pistolet sygnałowy Wehrmachtu i Waffen-SS. 
Leuchtpistole 42 wykonywany był techniką tłoczenia elementów stalowych oraz spawania. Lufa gładka łamana (jak w dubeltówce), plastikowe okładziny rękojeści. Część LeuP 42 wyposażono w lufy wkładkowe kalibru 23 mm i wprowadzono do uzbrojenia jako granatnik Kampfpistole.